# 新民街道 (吴忠市)
新民街道，是中华人民共和国宁夏回族自治区吴忠市红寺堡区下辖的一个街道办事处。
2011年11月30日，宁夏回族自治区人民政府批复同意设立新民街道办事处，新设立的新民街道办事处与红寺堡镇合署办公，一个机构两块牌子

## 行政区划
新民街道下辖以下地区：
创业社区和振兴社区。